# Kingston Frontenacs
Kingston Frontenacs je kanadský juniorský klub ledního hokeje, který sídlí v Kingstonu v provincii Ontario. Od roku 1989 působí v juniorské soutěži Ontario Hockey League (dříve Ontario Hockey Association). Založen byl v roce 1989 po přejmenování týmu Kingston Raiders na Frontenacs. Své domácí zápasy odehrává v hale Rogers K-Rock Centre s kapacitou 5 614 diváků. Klubové barvy jsou černá, zlatá a bílá.
Nejznámější hráči, kteří prošli týmem, byli např.: Jan Bulis, Sean Avery, Peter Hamerlík, Matt Bradley, Craig Rivet, Doug Gilmour, Erik Gudbranson, Jan Šulc, Michael Kolarz nebo Zdeněk Skořepa.

## Přehled ligové účasti
Zdroj: 
- 1989–1994: Ontario Hockey League (Leydenova divize)
- 1994– : Ontario Hockey League (Východní divize)